# Горбушка (рынок)
«Горбу́шка» — рынок в Москве, выросший из основанного в 1987 году при Дворце культуры им. Горбунова клуба филофонистов. В 1990-е годы был популярным местом торговли мультимедиапродукцией и располагался в Филёвском парке возле ДК Горбунова, рядом со станцией метро «Багратионовская». В январе 2001-го из-за изменившегося законодательства рынок под открытым небом вынужден был закрыться, основная часть продавцов переехала на рынок в здании бывшего завода «Рубин». 
C 2001 года он работает как торговый центр «Горбушкин двор» в Багратионовском проезде.

## История

### Становление
Осенью 1987 года при Дворце культуры имени Горбунова (Западный административный округ) был основан Московский клуб коллекционеров звукозаписей (филофонистов), организованный издателем и предпринимателем Игорем Тонких. Первым председателем клуба стал Борис Симонов.
Клуб филофонистов объединил меломанов и коллекционеров, которые собирались по выходным и праздничным дням в фойе дворца культуры, чтобы перепродать либо обменять виниловые пластинки, бобины и кассеты с западной рок-музыкой. Фирменные пластинки стоили дорого, а здесь можно было купить пиратские копии редких альбомов и сборников. Несмотря на высокие цены на многие музыкальные раритеты, первые годы большинство продавцов было нацелено скорее на пополнение собственных коллекций, нежели на коммерческую выгоду. Блогер Олег Бочаров вспоминал о первых годах «Горбушки»:
Сам по себе этот мини-рынок являл тоскливейшее зрелище — актовый зал, где по стеночке топча линолеум стояли коллекционеры, глазели друг на друга, и надеялись, что вот сейчас к ним подойдет какой-нибудь необразованный простофиля, который поменяет дорогой Iron Maiden на дешёвенький Slayer. Зато там можно было увидеть массу фирменных пластинок, что для меломана образца 1988 года стоило миллиона посещений Эрмитажа и Лувра. <…> Завсегдатаи «Горбушки» начала 1990-х — диковинная порода людей, которая запросто за один день зарабатывала денег больше, чем пролетарий за месяц. При этом никто не становился богачом, ибо прибыль вся шла исключительно на пополнение собственной коллекции.
В годы Перестройки ДК Горбунова стал центром московской рок-культуры: в конце 1980-х на его сцене выступали такие группы, как «Наутилус Помпилиус», «Николай Коперник», «Тупые», «Настя», «Звуки Му», «Биоконструктор». 
В 1990-е годы с распадом СССР, падением «железного занавеса» и гастролями множества зарубежных рок-музыкантов — от Ника Кейва до Sonic Youth и Einstürzende Neubauten — в ДК Горбунова ассортимент распространяемых аудиозаписей значительно увеличился. И дворец культуры, и рынок, за которым закрепилось народное название «Горбушка», стали культовыми местами для российских меломанов. Торговые ряды пришлось расширить, и большая часть продавцов, за исключением коллекционеров винила, переместилась из здания ДК в находящийся рядом Филёвский парк. Здесь же стали продаваться игровые приставки и картриджи, а также видеокассеты с пиратскими копиями фильмов — от картин Вима Вендерса, Жана-Люка Годара и Пьера Паоло Пазолини до аниме и порнографии. 
В начале 1990-х на «Горбушке» начал свою деятельность Тигран Дохалов, организатор первой российской дистрибьюторской кинокомпании «Вест Видео». 
...легенды про Тиграна, который первым придумал торговать с автомобиля в парке. Тигран — это человек, которому, как говорят, принадлежит Горбушка. Тигран Карлович, владелец компании "Вест-Видео". В качестве доказательства приводят обычно тот факт, что любой фильм можно найти на Горбушке в пиратской тряпочной копии — кроме фильмов, которыми торгует "Вест-Видео". 
Но не верьте. На Горбушке можно найти все.
Переводчиком «пиратских» фильмов работал и Павел Санаев, пасынок Ролана Быкова и исполнитель одной из главных ролей в фильме «Чучело», впоследствии прославившийся как писатель, сценарист и режиссёр.
В 1992—1993 гг. на рынке начали распространяться первые компакт-диски, которые становились основными конкурентами аудиокассет. В середине десятилетия в продаже появились компьютеры и комплектующие к ним, дискеты, диски CD-ROM, кассетные плееры и магнитофоны, плакаты и футболки с изображениями групп и исполнителей, руководства по прохождению компьютерных игр. 
В 1997-м «Горбушка» попала в Книгу рекордов Гиннесса в номинации «Самое быстрое пиратство»: в день, когда глава Microsoft Билл Гейтс объявил о старте продаж Microsoft Office 97, уже через четыре часа пиратские копии пакета программ продавались на рынке по цене в 10 раз ниже оригинальной. Во многом распространение контрафактной продукции способствовало расширению культурного кругозора и повышению компьютерной грамотности москвичей в 1990-е: лицензионные диски стоили слишком дорого, а Интернет ещё не был широко распространён. Существовал даже музыкальный хит-парад «Горбушки», не уступавший по популярности чартам FM-радиостанций.

### Закрытие

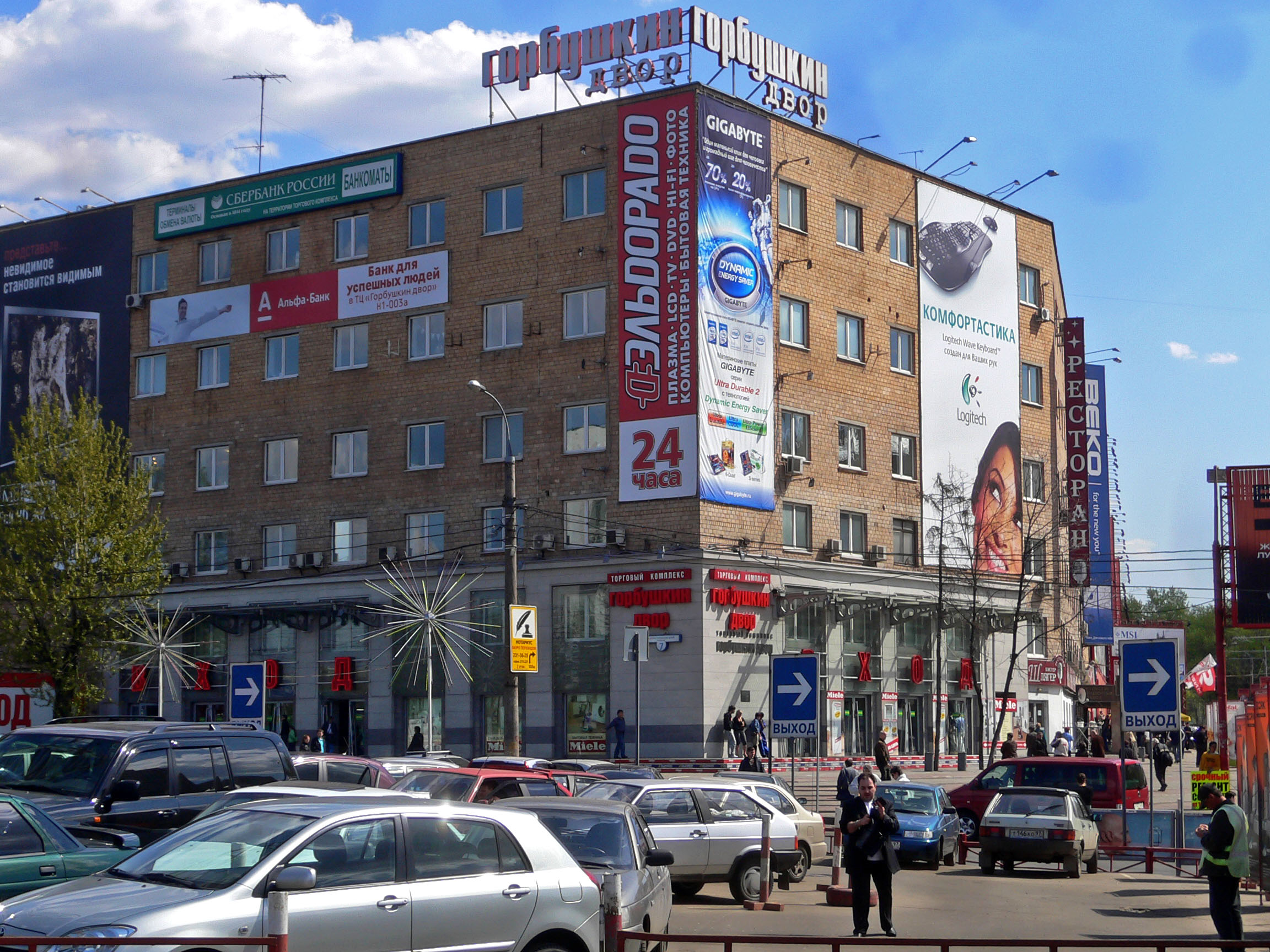
«Горбушкин двор», 2008 год

Слухи о возможном закрытии «Горбушки» в рамках борьбы с контрафактом стали распространяться ещё в конце 1990-х годов. 
В 2001 г. вышел закон о запрете продажи аудио- и видеопродукции под открытым небом, что означало фактический конец существования рынка и потерю рабочих мест для многих продавцов. 24 февраля 2001 года состоялся митинг торговцев у ДК Горбунова, оказавшийся безрезультатным. 
За право пользования брендом «Горбушка» шла борьба между Митинским радиорынком, «Музыкальным парком» в Марьине, рынками на Можайском шоссе, у спорткомплекса ЦСКА и возле Московского дворца молодёжи. В итоге торговые ряды переехали в здание завода «Рубин» рядом с Филёвским парком, где уже работал рынок бытовой техники. Некоторое время торговый центр носил название «Ля-ля парк», но вскоре был переименован в «Горбушкин двор». При этом, как отмечал в сентябре 2001 года журналист Игорь Мальцев, массовая торговля пиратской продукцией продолжилась и на новом месте.
Мы огляделись вокруг. Похоже, что российское пиратство не только подняло голову. Оно совершенно отчетливо, нахально и без фантазии screw the industry, как говорят в американских боевиках с ненормативной лексикой. Потому что на вскидку репертуар 650 точек новой "Горбушки" на 80% состоит из пиратской продукции. <...> Приученный платить дешево за ворованный диск, кассету или книгу скорее откажется от покупки, когда цена станет реальной, то есть высокой, чем будет платить. То есть то, что сейчас происходит в "Ля-ля парке",— прямое убийство сегодняшнего и завтрашнего рынка интеллектуальной продукции. 
«Горбушкин двор» стал одним из первых центров в Москве, сочетающих традиционную торговлю и развлекательные мероприятия. С 2001 года начала работу сцена, где стали проходить концерты и автограф-сессии рок- и поп-звезд, семейные праздники, презентации дисков. В торговых рядах продавались не только компакт-диски, бытовая техника и электроника, но и постельное бельё, спортивные товары, предметы повседневного обихода.

## Современность

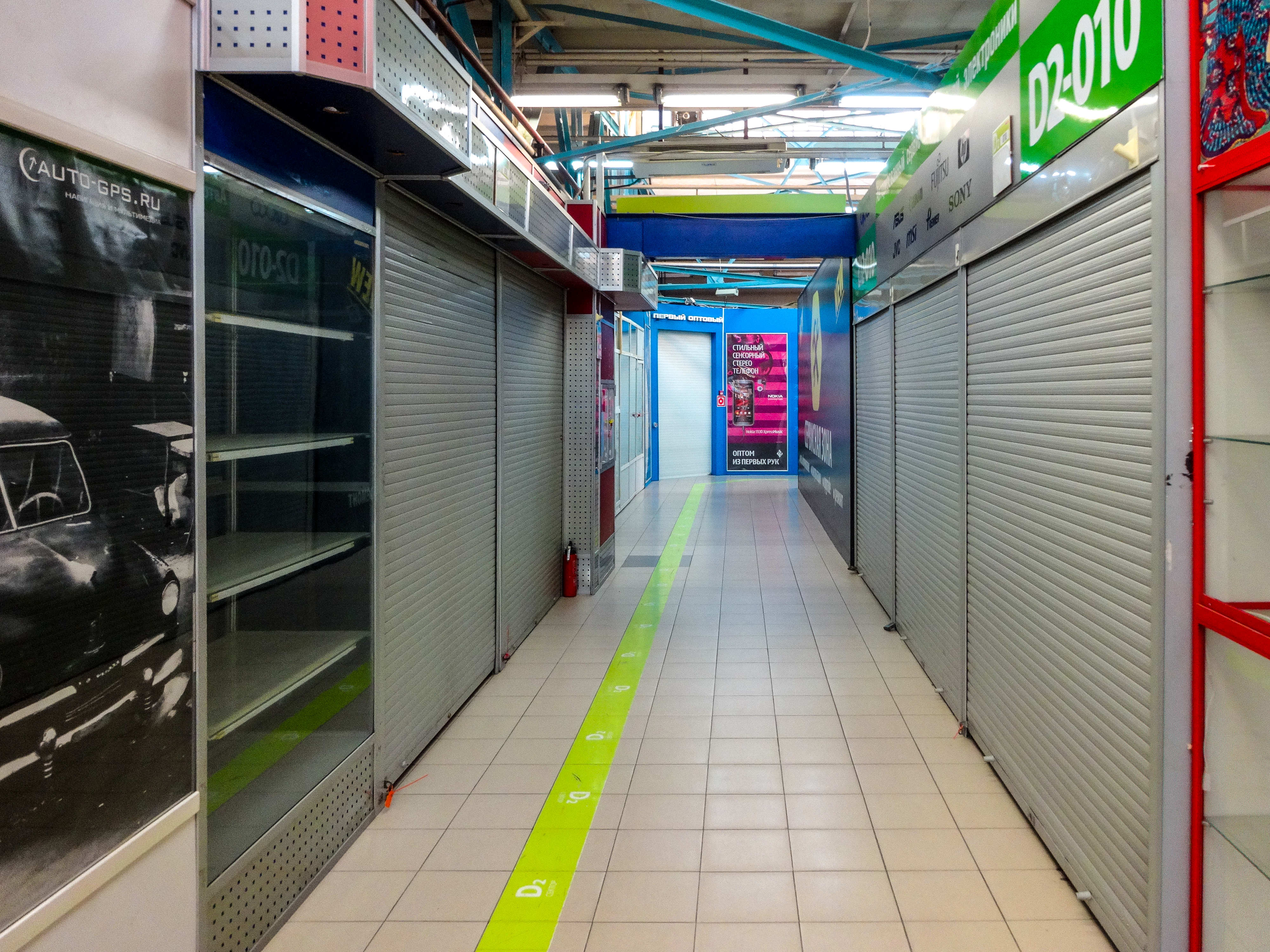
Пустой торговый ряд в Горбушкином дворе. Июль 2014

В 2010-е годы из-за развития Интернета и перетекания в него значительной части мультимедийной продукции, торговли бытовой и цифровой техникой, прибыли «Горбушкина двора» начали падать и торговый центр изменил концепцию мероприятий в соответствии с молодёжной модой. На его территории стали проводиться соревнования по спидкубингу и робототехнике, открылись выставки, ярмарки, лекции, музыкальные и танцевальные фестивали, благотворительные мероприятия, фестивали интеллектуальных игр «Универсум» «Снегопад», «Компас». 
Здесь же с 2014 г. стал проходить ежегодный чемпионат Москвы по блиц-шахматам: в 2018 году в нём приняло участие более 200 человек. 
В одном из кафе «Горбушкина двора» по-прежнему собираются и коллекционеры винила — участники Клуба филофонистов, до 2013 года они проводили свой музыкальный фестиваль «Горбушкин звук».
В 2017 году у «Горбушкина двора» сменился собственник: прежние владельцы торгового центра, акционеры банка «Югра» Юрий и Алексей Хотины, продали его бизнесмену Виктору Харитонину. Тогда же появилась информация о его возможном сносе в рамках программы по реновации Москвы и последующем появлении на территории бывшего завода жилой и коммерческой недвижимости площадью более 300 тыс. м². 
В феврале 2018 г. заместитель мэра Москвы Марат Хуснуллин уточнил, что снос «Горбушкина двора» начнётся не ранее февраля 2019 года, после подготовки проектно-сметной документации.
В июле 2018 руководство «Горбушкина двора» объявило, что снос торгового центра откладывается на неопределённый срок, а среди торговых рядов будут открыты тематические — с комиксами, аниме, фэнтези, атрибутикой для исторической реконструкции и киберспорта.
В середине 2022 г. сообщено, что в границах промзоны «Западный порт» на территории бывшего торгового центра «Горбушкин двор» запланировано строительство жилого дома по программе реновации, сейчас дом  на 250 квартир находится в стадии проектирования, запланирован на 2025 год.